# HD 166464
HD 166464 ( eller HR 6801) är en ensam stjärna i den mellersta delen av stjärnbilden  Skytten. Den har en skenbar magnitud av ca 4,96 och är svagt synlig för blotta ögat där ljusföroreningar ej förekommer. Baserat på parallax enligt Gaia Data Release 2 på ca 12,6 mas, beräknas den befinna sig på ett avstånd på ca 258 ljusår (ca 79 parsek) från solen. Den rör sig bort från solen med en heliocentrisk radialhastighet på ca 6 km/s.
Stjärnan benämndes av Flamsteed som 1 Sagittarii vid , men ses nu ofta till som 11 Sagittarii. Flamsteeds 11 Sgr refererar dock till en annan, mycket svagare stjärna.

## Egenskaper
Primärstjärnan HD 166464 är en åldrande orange till gul jättestjärna av spektralklass K0 III. som befinner sig i röda klumpen i HR-diagrammet, vilket betyder att den ligger på den horisontella jättegrenen och genererar energi genom kärnfusion av helium i dess kärna. Den har en massa som är ca 2,2 solmassor, en radie som är ca 13 solradier och har ca 79 gånger solens utstrålning av energi från dess fotosfär vid en effektiv temperatur av ca 4 700 K.
HD 166464 har en svag visuell följeslagare, HD 166464 B, med en skenbar magnitud av 11,51 och en vinkelseparation på 43,7 bågsekunder.